# Christoffer Svae
Christoffer Svae (* 21. März 1982 in Oslo) ist ein norwegischer Curler. Er spielt auf der Position des Second.
Svae gewann mit dem norwegischen Team von Thomas Ulsrud bei den Olympischen Winterspielen 2010 in Vancouver die Silbermedaille. Im Halbfinale bezwangen sie dabei das Schweizer Team um Skip Markus Eggler mit 7:5. Im Finalspiel unterlagen sie jedoch der kanadischen Mannschaft mit Skip Kevin Martin mit 3:6. Bei seiner zweiten Olympiateilnahme bei den Winterspielen 2014 spielte er wie vier Jahre zuvor auf der Position des Second und wurde mit der norwegischen Mannschaft Fünfter. Bei den Olympischen Winterspielen 2018 in Pyeongchang kam er wieder als Second des norwegischen Teams um Thomas Ulsrud nach vier Siegen und fünf Niederlagen in der Round Robin auf den sechsten Platz.
Den größten Erfolg bei den Curling-Weltmeisterschaften erzielte er 2014, als er mit Thomas Ulsrud die Goldmedaille gewann. Zuvor hatte er bereits dreimal die Bronzemedaille (2006, 2008 und 2009) und eine Silbermedaille gewonnen (2010). Bei der Weltmeisterschaft 2015 konnte mit dem Team Ulsrud infolge einer Finalniederlage gegen das schwedische Team um Niklas Edin den Titel nicht erfolgreich verteidigen.
Svae hat die Curling-Europameisterschaften zweimal gewonnen (2010 und 2011). Dazu kommen sechs Silbermedaillen (2007, 2008, 2012, 2013, 2014 und 2016) und zwei Bronzemedaillen (2009 und 2015).

## Teammitglieder
- Torger Nergård
- Thomas Ulsrud
- Håvard Petersson
- Sander Rølvåg